# Jaroslava Žátková
Jaroslava Žátková (24. dubna 1935, Brno – 13. září 2020, České Budějovice) byla česká loutkářská a textilní výtvarnice, scénografka, designérka.

## Život a působení v loutkových divadlech
Narodila se v Brně 24. dubna 1935. Zde v letech 1951–1955 absolvovala Střední školu umělecko-průmyslovou (Škola uměleckých řemesel) u profesora Karla Langra, obor hračka-loutka. Po ukončení školy nastoupila do Krajského divadla loutek v Ostravě, kde pracovala jako scénografka a výtvarnice do roku 1965. V Ostravě též působila v České televizi.
V roce 1965 se přestěhovala do Českých Budějovic, kde získala místo šéfky výpravy, scénografky a výtvarnice v Malém divadle. Její první divadelní inscenace v Českých Budějovicích vznikaly ve spolupráci s režisérem Josefem Kroftou a byly pro loutkářskou veřejnost objevem. Její kostýmy a scéna pro hru Mastičkář (režie Josef Krofta) v prostorách Alšovy jihočeské galerie v roce 1971 se setkaly s velkým ohlasem u veřejnosti. Svým lyrickým cítěním a vyhraněným smyslem pro funkčnost loutek i scény výrazně ovlivnila profil Malého divadla. Ikonickým představením byla inscenace Zlatovláska dle Kainara v režii Jana Kačera, do které vytvořila výjimečnou scénu, zmenšeninu barokního divadla českokrumlovského zámku. Po odchodu Josefa Krofty do divadla Drak v Hradci Králové zůstala v Malém divadle, ale hostovala i v jiných loutkových divadlech v Česku a v bývalé Jugoslávii. Úzce spolupracovala na inscenacích, které napsal a někdy i režíroval Jiří Středa, jehož hlavní působení bylo v Divadle Spejbla a Hurvínka v Praze a v Divadle rozmanitostí v Mostě. Z této spolupráce vynikala zejména inscenace Mauglí. Jejím posledním představením v Malém divadle, dnes čtvrtá scéna Jihočeského divadla, bylo v roce 2004 Koledování v režii Šárky Kavanové. Spolupracovala i s divadelními loutkovými ochotnickými divadly. Pro loutkové divadlo v Třeboni vytvořila v roce 1988 pro inscenaci Krysař totémové loutky vyřezávané ze dřeva, které na sobě neměly žádné přidané kostýmy nebo doplňky a byly necelý metr vysoké. Tato inscenace byla vítězem v celostátní přehlídce loutkářská Chrudim. Výrazně se podílela v listopadu 1989 na vzniku a organizaci Občanského fóra v Českých Budějovicích, které mělo první zázemí v klubu Malého divadla v Hradební ulici.

## Jiná výtvarná činnost
Kromě práce v divadlech se věnovala volné tvorbě, výrobě tapiserií, ilustracím, výrobě dřevěných šperků, malování obrazů a výrobě loutek pro přátele a zájemce. Zúčastňovala se kolektivních výstav s jihočeskými výtvarníky v Čechách i v zahraničí. S Jaroslavem Křišťanem realizovala pro městské muzeum Slavonice velkou sádrovou maketu historického jádra města, včetně zaměření a výroby a maketu historické tvrze Žumberk. V Divadle rozmanitostí v Mostě vytvořila ve foyeru dřevěné reliéfy. V Jihočeské vědecké knihovně v Českých Budějovicích upravila interiéry dětského oddělení. Její dílo je ve sbírkách Muzea loutkářských kultur v Chrudimi, v Jihočeském muzeu, ve sbírce Milana Knížáka a v jiných soukromých sbírkách. Byla evidována v Českém fondu výtvarných umělců.
Zemřela 13. září 2020 v Českých Budějovicích.

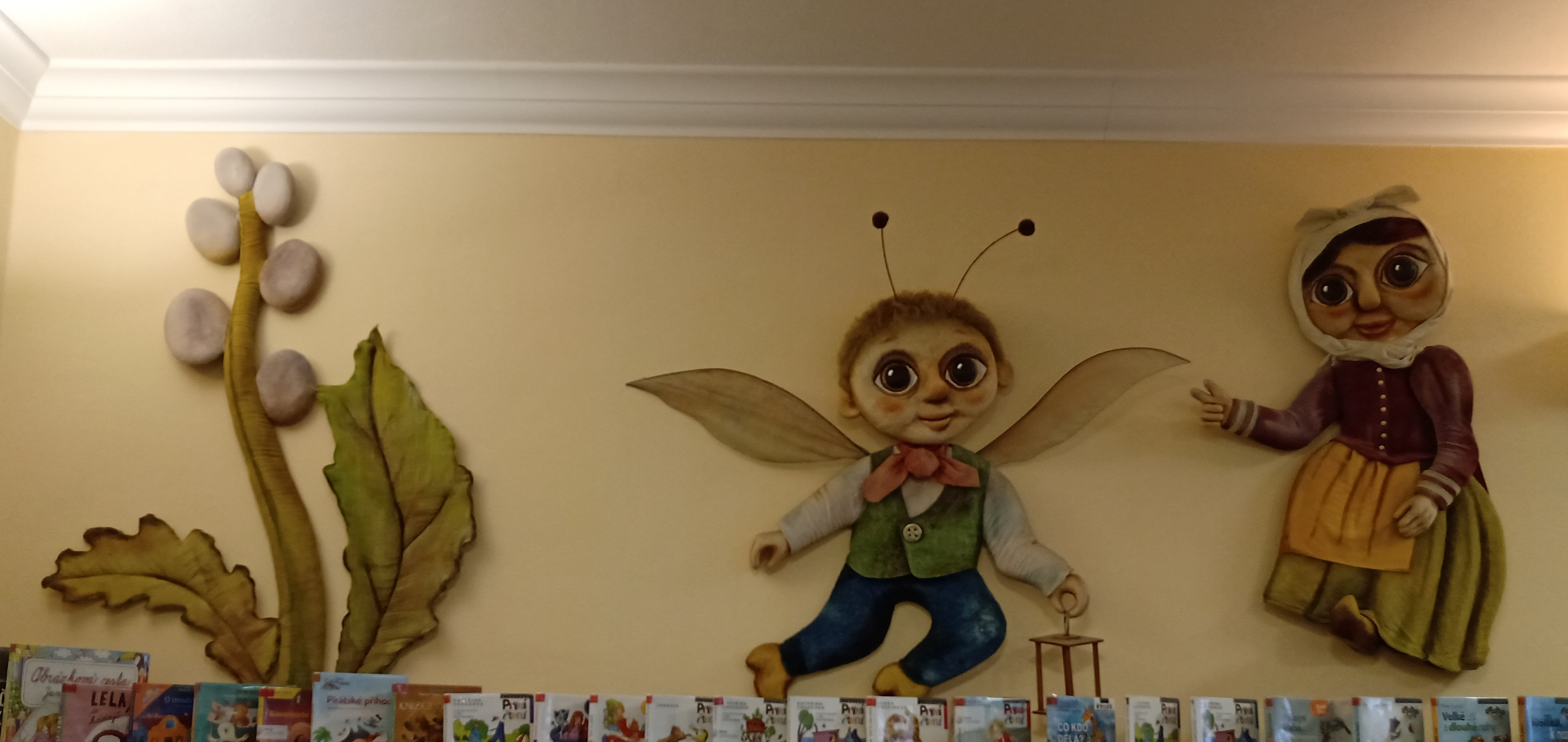
Broučci- dětské oddělení Jihočeské vědecké knihovny

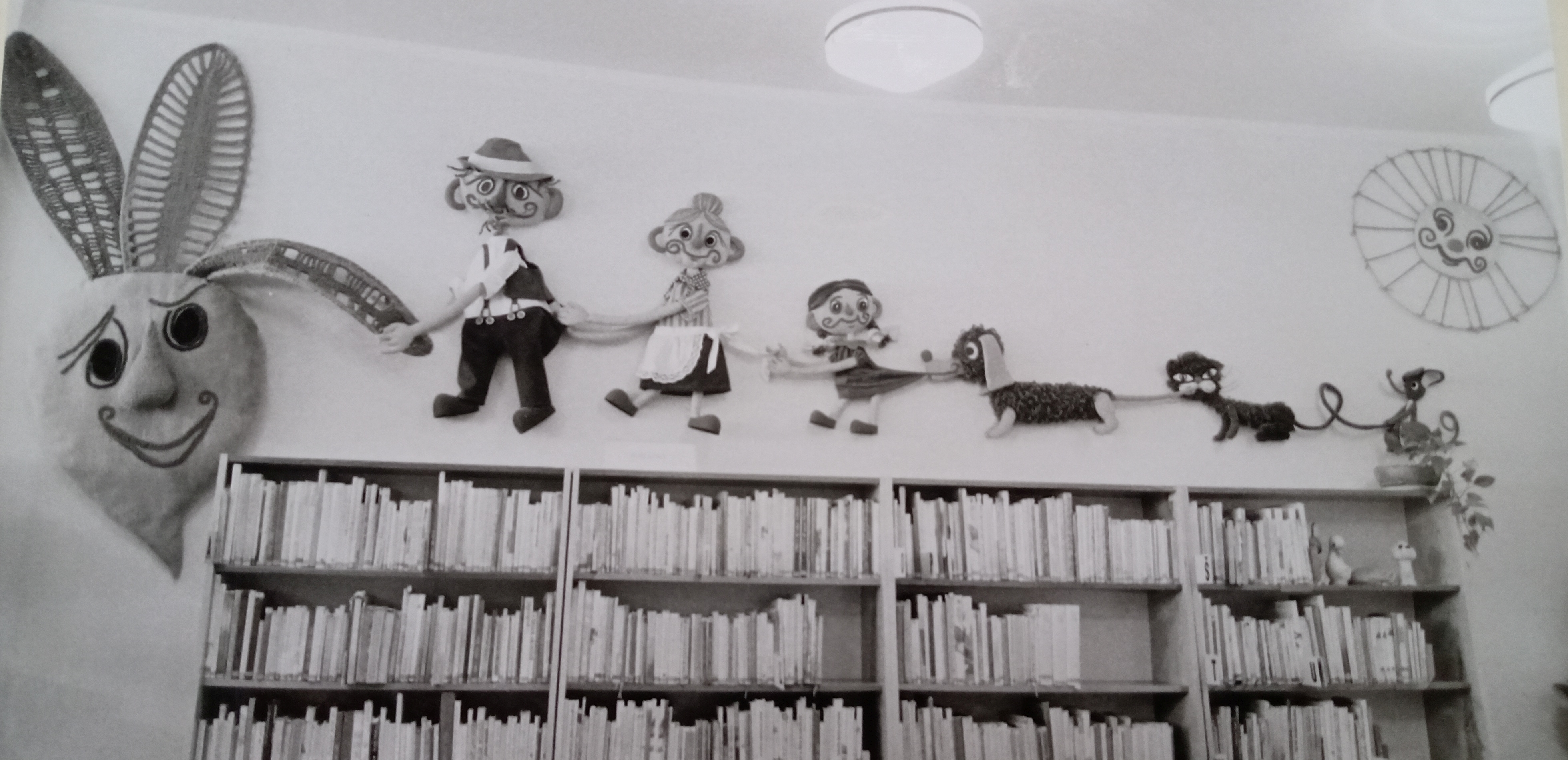
Jak dědeček tahal řepu - dětské oddělení pobočky Jihočeské vědecké knihovny

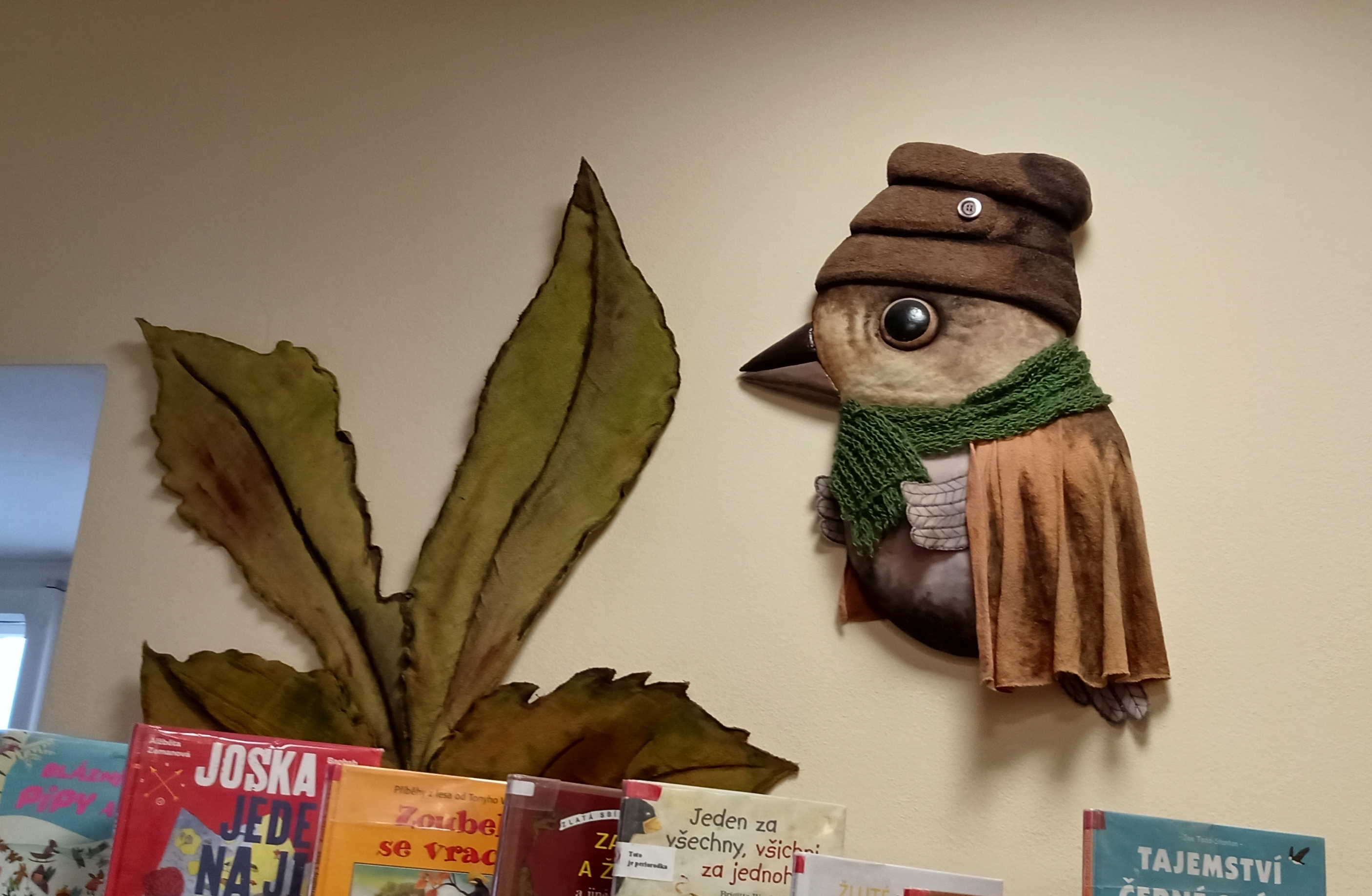
Textilní loutka - dětské oddělení Jihočeské vědecké knihovny

### Ocenění[19]
- 1973 Cena Ministerstva kultury
- 1978 Cena Literárního fondu

### Divadelní inscenace (výběr)
Divadlo loutek Ostrava
- 1956 Kouzelná galoše (režie Zdeněk Stoklasa)
- 1956 Pejsek a kočička (režie Zdeněk Miczko)
- 1957 Koníček Hrbáček (režie Jiří Jaroš)
- 1959 Malý Muk (režie Zdeněk Havlíček)
- 1960 Míček Flíček (režie Zdeněk Stoklasa)
- 1961 Nepořádná Alenka (režie Eva Řehořková)
- 1964 Odvážný Petr a sopka Čokohama (režie Jiří Volkmer)

Malé divadlo České Budějovice
- 1965 Pohádky Karla Čapka (režie Ivan Pilný)
- 1966 Podivuhodná dobrodružství Edudanta a Francimora (režie L. Dvořák)
- 1966 Tři veteráni (režie Josef Krofta)
- 1968 Tři zlaté vlasy Děda Vševěda (režie M.Friedrich)
- 1968 Míček Flíček (režie Ivan Pilný)
- 1969 O třech prasátkách a zlém vlkovi ( režie Josef Krofta)
- 1969 Pták Ohnivák a liška Ryška (režie Josef Krofta)
- 1970 Giňol v Paříži (režie Josef Krofta)
- 1971 Křesadlo (režie Josef Krofta)
- 1971 Mastičkář (režie Josef Krofta)
- 1971 Mořský car (režie Josef Krofta)
- 1972 Aucassin a Nicoletta (režie Erik Kolár)
- 1973 Mauglí (režie Jiří Středa)
- 1974 Pohádky pana Pohádky (režie Antonín Bašta)
- 1975 Zlaté přadeno (režie Ivan Pilný)
- 1976 Kamenný kvítek (režie Antonín Bašta)
- 1977 Zlatovláska (režie Jan Kačer)
- 1978 Princezna s ozvěnou (režie Antonín Bašta)
- 1979 Krása nevídaná (režie Jan Kačer)
- 1987 Tak povídej (režie Jiří Středa)
- 2004 Koledování (režie Šárka Kavanová)

### Výstavy kolektivní
- 1960 Jevištní výtvarnictví 1945 – 1960 (Brno, Dům umění)
- 1961 Přehlídka jevištního výtvarnictví (Praha, Mánes)
- 1974 Jihočeští výtvarníci (České Budějovice, Praha)
- 1978 Jihočeští výtvarníci k výročím (České Budějovice)
- 1979 PQ: Pražské quadriennále jevištního výtvarnictví a divadelní architektury (Praha)
- 1985 Hra, loutka (Praha, Opava)
- 1987 Loutka a divadlo (Liberec)

### Výstavy autorské
- 1975–1989 České Budějovice, Milevsko, Prachatice, Kaplice, Blois (Francie)